# Asread
Asread (アスリード?, Asurīdo) è uno studio di animazione giapponese con sede a Higashimurayama in Tokyo. Tra gli anime che ha prodotto, Mirai nikki - Future Diary è quello più celebre.

## Storia
Lo studio è stato fondato nel novembre 2003 da Naoki Hiramatsu e da ex-dipendenti dello studio di animazione Xebec. Inizialmente, lo studio si concentrava principalmente sulla realizzazione di animazioni per conto di Xebec, fino a quando nel 2005 ha prodotto il suo primo anime, ossia "Shuffle!". Nel 2011 ha realizzato l'adattamento animato del manga Mirai nikki - Future Diary, che è diventato la produzione più celebre dello studio. Attualmente, la sede si trova a Higashimurayama in Tokyo.

## Produzioni

### Serie TV

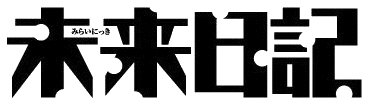
Logo dell'anime Mirai nikki - Future Diary.

| Titolo                                                               | Anno di produzione | Episodi | Note e fonti  |
| -------------------------------------------------------------------- | ------------------ | ------- | ------------- |
| Shuffle!                                                             | 2005-2006          | 24      | [ 2 ]         |
| Shuffle! Memories                                                    | 2007               | 12      | [ 2 ]         |
| Minami-ke: Okawari                                                   | 2008               | 13      | [ 2 ]         |
| Ga-Rei zero                                                          | 2008               | 12      | [ N 2 ] [ 2 ] |
| Minami-ke: Okaeri                                                    | 2009               | 13      | [ 2 ]         |
| Mirai nikki - Future Diary                                           | 2011-2012          | 26      | [ 2 ]         |
| Yūsha ni narenakatta ore wa shibushibu shūshoku o ketsui shimashita. | 2013               | 12      | [ 2 ]         |
| Big Order                                                            | 2016               | 10      | [ 2 ]         |
| Lord of Vermilion: The Crimson King                                  | 2018               | 12      | [ N 3 ] [ 2 ] |
| Arifureta shokugyō de sekai saikyō                                   | 2019               | 13      | [ N 4 ] [ 2 ] |
| Megami-ryō no Ryōbo-kun                                              | 2021               | 10      | [ 2 ]         |
| Arifureta shokugyō de sekai saikyō 2                                 | 2022               | 12      | [ N 5 ] [ 2 ] |
| Arifureta shokugyō de sekai saikyō 3                                 | -                  | -       | [ 2 ]         |

### OAV ed ONA

Logo dell'anime Arifureta shokugyō de sekai saikyō.

| Titolo                                                                      | Anno di produzione | Episodi | Note e fonti        |
| --------------------------------------------------------------------------- | ------------------ | ------- | ------------------- |
| Minami-ke: Betsubara                                                        | 2009               | 1       | [ 2 ]               |
| Busō Chūgakusei: Basket Army                                                | 2011               | 5       | [ 2 ]               |
| Corpse Party: Missing Footage                                               | 2012               | 1       | [ 2 ]               |
| Corpse Party: Tortured Souls                                                | 2013               | 4       | [ 2 ] [ 3 ]         |
| Mirai nikki: Redial                                                         | 2013               | 1       | [ 2 ]               |
| Yūsha ni narenakatta ore wa shibushibu shūshoku o ketsui shimashita. OAV    | 2014               | 1       | [ 4 ]               |
| Big Order                                                                   | 2015               | 1       | [ 2 ]               |
| Arifureta shokugyō de sekai saikyō OAV                                      | 2019, 2022         | 3       | [ N 6 ] [ 5 ] [ 6 ] |
| Arifureta shokugyō de sekai saikyō: Maboroshi no Bouken to Kiseki no Kaigou | 2022               | 1       | [ N 5 ] [ 7 ] [ 8 ] |